# José de Abreu (militar)
José de Abreu, primeiro e único barão do Cerro Largo, (San Carlos, Maldonado, 1770 — Batalha do Passo do Rosário, 20 de fevereiro de 1827) foi um militar e nobre brasileiro. Foi imortalizado por Simões Lopes Neto em seus Contos Gauchescos, no conto intitulado " O anjo da vitória", sendo mencionado também em "Contrabandista". 

## Vida
Filho de João de Abreu, português de Canteleães, na vizinhança de Pinheiro, Vieira do Minho, com Ana Bernarda de Souza, nascida na Ilha Terceira, nasceu em São Carlos de Maldonado em virtude da ocupação espanhola em Rio Grande. O patriarca João de Abreu e família fizeram parte do processo fundacional de San Carlos de Maldonado, retornando ao Rio Grande quando José de Abreu contava 13 anos.
Casou-se com Maria Feliciana da Conceição, natural de Porto Alegre e filha de Antonio da Silveira Nunes e Maria da Conceição, em 1794, em Porto Alegre. Deste casamento, teve: Tenente-Coronel Cláudio José de Abreu, Major José Inácio da Silva Abreu, Capitão Candido José de Abreu e Capitão Manuel José de Abreu.
Sentou praça em 28 de dezembro de 1784, em Rio Grande, ainda durante o Reino Unido de Portugal, Brasil e Algarves (1815-1822), combatendo os argentinos em todas as campanhas de 1801 a 1827, libertando São Borja em 1814.
Foi fundamental na guerra contra Artigas (1816-1820), quando com seus 650 homens, em diversos combates, abateu os 3000 homens de Sotel. Depois, em Arapeí, em 2 de janeiro de 1817, derrota o próprio general Artigas. Logo em seguida, em 4 de janeiro, resgata as tropas do general Curado, conde de São João das Duas Barras, e do barão do Alegrete, atacadas pela tropa de La Torre. Chegou ao final desta campanha ao posto de brigadeiro. Na segunda campanha, em 1820, participa da batalha de Tacuarembó (1820), auxiliando muito na vitória.
Ao longo de 44 anos de serviço, lutou em vinte batalhas. Comandante de cavalaria, foi nomeado governador das armas de São Pedro do Rio Grande do Sul após a independência do Brasil, em 1822. Marechal-de-campo, foi agraciado por D. Pedro I com o título nobiliárquico de barão. 
Ao iniciar a guerra Cisplatina (1825-1828), em 1825, invadiu a província Cisplatina (atual Uruguai). É depois demitido do cargo de governador das armas, pelo qual se afasta da vida pública. Entretanto, dadas as derrotas brasileiras na campanha da Cisplatina, forma um regimento de voluntários em São Gabriel e parte para a frente de batalha. Comandando 560 homens na batalha do Passo do Rosário (1827), contra 3.100 soldados sob o comando de Juan Antonio Lavalleja, foi ferido, por fogo amigo, quando sua tropa foi confundida como inimiga, morrendo logo em seguida.